# Свадьба Пелея и Фетиды
«Свадьба Пелея и Фетиды» (лат. Epithalamium Pelei et Thetidos) — условное название стихотворения римского поэта Гая Валерия Катулла, включённого в состав посмертного сборника («Книги Катулла Веронского») под номером 64. Стихотворение (самое объёмное в творчестве Катулла) посвящено популярному сюжету из греческой мифологии — свадьбе фессалийского героя Пелея и морской богини Фетиды, родителей Ахилла. Эта свадьба символизировала счастливое прошлое, когда люди были близки к богам.
Образцом для Катулла в этом случае послужило неизвестное произведение эллинистической поэзии. Катулл вводит оригинальную завязку: Пелей и Фетида у него влюбляются друг в друга с первого взгляда. В стихотворении есть вставной сюжет, об Ариадне, которую бросил Тесей, но позже нашёл Дионис-Вакх.